# Medina (barrio)

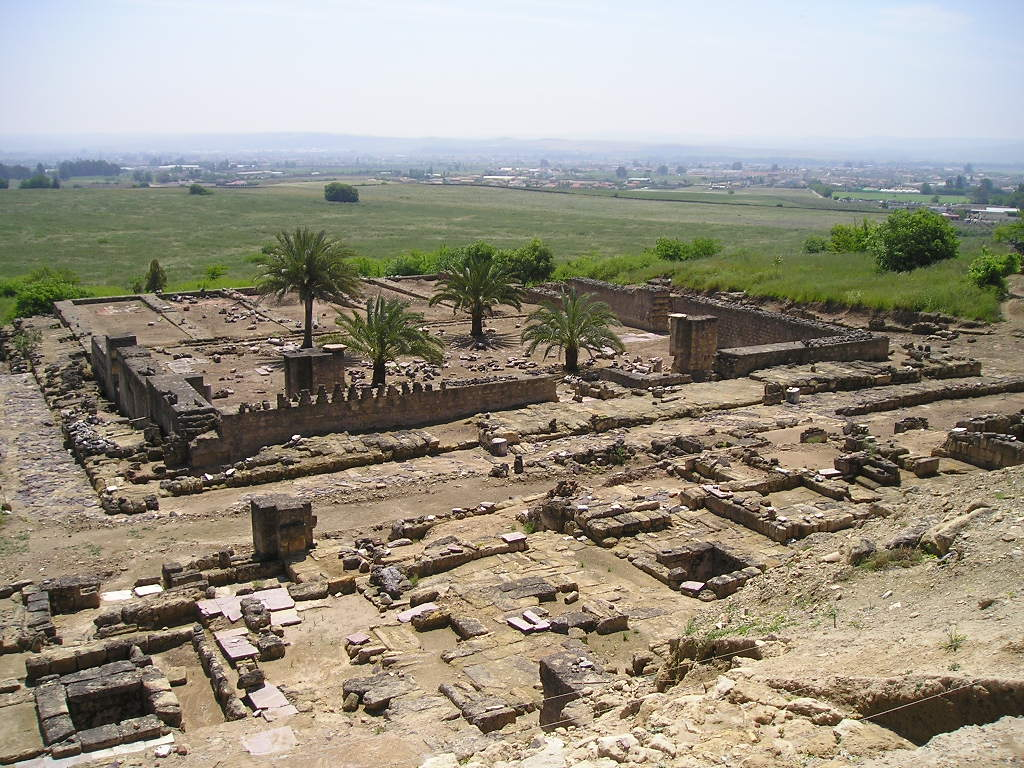
Medina Azahara, Córdoba (España).

Una medina (de origen etimológico arameo, del árabe hispánico madína, y este del hebreo "mediná") es, en una ciudad árabe y/o hebrea, el nombre que se le da a un barrio antiguo. En realidad, el origen de la palabra no es árabe, sino arameo, la raíz de medina aramea-hebrea es din, "ley", y la medina en ambos idiomas denota un lugar en el que se aplica un cuerpo de  ningún sistema legal determinado, es decir, un área de jurisdicción política. La diferencia es, sin embargo, que en hebreo esta área es grande, mientras que en arameo se limita a una ciudad.
Tradicionalmente eran el núcleo principal de las ciudades, y en ellas se agrupaban generalmente edificios como la Mezquita Mayor, la Madrasa, la Alcaicería, el zoco y las más importantes calles comerciales.
En España, especialmente en la comunidad autónoma de Castilla y León, varias localidades recibieron dicha denominación; Medina del Campo, Medina de Pomar, Medina de Rioseco, Miño de Medina, Brahojos de Medina, Villaverde de Medina, Medinaceli (Castilla y León), Almedina (Castilla-La Mancha), Medina Sidonia (Andalucía), Medina de las Torres (Extremadura) y Mediñá (Cataluña), entre otros.
En diversos estados de los Estados Unidos, así como en diversos países de Sudamérica existen ciudades que adoptaron dicho nombre, y desde Australia hasta Reino Unido, pasando por Malta, Bosnia y Hungría, así como en Arabia Saudí y Egipto, para más información ver: Medina (desambiguación)